# Drinkwater
Drinkwater es un pueblo canadiense situado en la provincia de Saskatchewan.

## Superficie
Drinkwater tiene una superficie de 2,64 km².

## Demografía
En 2021, tenía 74 habitantes, una densidad poblacional de 28 hab./km², y 36 viviendas.